# 抱茎叶白花龙
抱茎叶白花龙（学名：Styrax faberi var. amplexifolius）为安息香科安息香属下的一个变种。